# Tellervo obscurata
Tellervo obscurata är en fjärilsart som beskrevs av Butler 1874. Tellervo obscurata ingår i släktet Tellervo och familjen praktfjärilar. Inga underarter finns listade i Catalogue of Life.